# Интерпоэзия
«Интерпоэзия» — журнал поэзии, выходящий на русском языке. Основан в 2002 году, главный редактор Андрей Грицман.

## История
Журнал «Интерпоэзия» был основан в 2002 году нью-йоркским поэтом, эссеистом и переводчиком Андреем Грицманом и поначалу существовал как литературный электронный ресурс в русско- и англоязычной версиях.
Первый номер «Интерпоэзии» на литературном электронном портале «Журнальный зал» появился в 2004 году. Он включал в себя стихи, эссе, интервью, стихотворные переводы современных авторов из разных стран мира.
С 1-го номера 2007 года в «Интерпоэзии» начинают регулярно появляться короткая проза, литературно-критические статьи и рецензии на книги стихов.
В 2005 и 2006 годах журнал выходил один раз в полугодие, с 2007 года стал ежеквартальным.
С 2005 по 2009 год полная версия журнала публиковалась на сайте журнала и на литературном портале «Журнальный зал», тогда как бумажная версия выходила ежегодно и включала в себя избранные материалы . С 2010 по 2018 год бумажная и электронная версия журнала дублировали друг друга. В 2019 году журнал вновь вернулся к электронному формату, сопровождающемуся выпуском ежегодной книжки избранных текстов.
В 2018 году была запущена новая версия сайта журнала. Помимо архива номеров она содержит такие разделы, как «Премия «Интерпоэзии», «Библиотека», «Мультимедиа», а также новостной раздел «События», где размещаются статьи и заметки о современном литературном процессе.
Во 2-м номере 2022 года «Интерпоэзии» была опубликована подборка украинских поэтов, большая часть которой посвящена теме войны .

## Авторы
В разные годы в «Интерпоэзии» публиковались русскоязычные авторы, представляющие Северную Америку, Европу, Азию и Австралию, а также всю географию России. Среди них Бахыт Кенжеев, Алексей Цветков, Владимир Гандельсман, Владимир Салимон, Татьяна Вольтская, Вера Павлова, Александр Стесин, Григорий Стариковский, Александр Радашкевич, Александр Кабанов, Борис Херсонский, Юлий Гуголев, Глеб Шульпяков, Дмитрий Тонконогов, Анатолий Найман, Алекс Тарн, Рафаэль Шустерович, Шамшад Абдуллаев, Сухбат Афлатуни (Евгений Абдуллаев), Наталья Крофтс и многие другие.
Кроме того, «Интерпоэзия» активно публикует переводную поэзию, как наших дней, так и классическую. На страницах журнала в современных переводах представлены стихи Уильяма Батлера Йейтса, Уистена Хью Одена, Роберта Фроста, Тэда Хьюза, Сильвии Плат, Райнера Марии Рильке, Хорхе Луиса Борхеса, Поля Валери, Константиноса Кавафиса, Йегуды Амихая, Ури Цви Гринберга и других. В общей сложности в журнале с 2004 по 2022 год вышли поэтические переводы на русский с 23 языков мира.
Особое место на протяжении многих лет занимает в журнале гостевая площадка, где главные редакторы литературных изданий и кураторы литературных проектов представляют избранные тексты своих авторов. Такие гостевые блоки (начиная с 2020 года оформленные в отдельную рубрику «Тема и вариации»), в частности, готовили для «Интерпоэзии» журналы «Стороны света» (соредакторы Олег Вулф и Ирина Машинская), «Окно» (главный редактор Анатолий Кудрявицкий), «Гостиная» (главный редактор Вера Зубарева), «Этажи» (главный редактор Ирина Терра), издательство «Стеклограф» (главный редактор Дана Курская), арт-группа #белкавкедах (Евгения Джен Баранова).

## Редакция
Состав редакции журнала отражает его интернациональный характер и направленность. Помимо основателя и главного редактора Андрея Грицмана (Нью-Йорк, США), в нее входят соредактор Вадим Муратханов (Москва, Россия), ответственный секретарь Лилия Газизова (Кайсери, Турция), заведующий секцией переводов Александр Вейцман (Нью-Йорк, США), заведующая секцией критики и литобзоров Марина Гарбер (Лас-Вегас, США), а также Лариса Щиголь (Мюнхен, Германия), Марина Эскина (Бостон, США) и заведующая редакцией Елена Ариан (Нью-Йорк, США).
В редакционном совете журнала представлены: Владимир Гандельсман, Юлий Гуголев, Владимир Друк, Бахыт Кенжеев, Наталья Полякова, Владимир Салимон, Александр Стесин.

## Премия «Интерпоэзии»
Премия «Интерпоэзии» учреждена редакцией журнала в 2010 году. Она присуждается ежегодно за оригинальный поэтический текст на русском языке, опубликованный в журнале в течение года.
В 2010–2012 годах премия присуждалась в двух номинациях — за оригинальный поэтический текст на русском языке и перевод поэтического текста на русский язык.
Лауреатами премии становились Владимир Гандельсман, Юлий Гуголев, Алексей Дьячков, Виталий Науменко, Владимир Строчков, Борис Херсонский, Алексей Цветков и другие авторы журнала.
Начиная с 2016 года премия не присуждается поэтам, ранее уже становившимся ее лауреатами.

## Цитаты
Сотрудники редакции, члены редсовета и авторы журнала представляют все, кажется, страны и регионы, где живут поэты, работающие на русском языке и с русским языком. «В какой-то степени, — говорится в редакционном заявлении, — это попытка навести электронный мост между материками двух мощных языковых и литературных культур: русской и англоязычной…»
— Сергей Чупринин

Главный принцип, или вектор журнала — это объединение русской литературы, очаги которой рассеяны по всему миру, в единое, живое, развивающееся по своим законам пространство, включающее в себя на равных правах произведения российских писателей и так называемую «эмигрантскую» литературу.
— Елена Дружинина

Журнал — это община, некий круг авторов, который соответствует твоему представлению о вкусе, и о том, каким это издание должно быть.
— Главный редактор журнала «Интерпоэзия» Андрей Грицман